# Хлебников, Валерий Алексеевич
Валерий Алексеевич Хлебников (род. 13 октября 1981, Свердловск) — советский и российский хоккеист, нападающий. Тренер. Мастер спорта России.
Воспитанник свердловского хоккея («Юность»). В первенстве России дебютировал в сезоне 1996/97, сыграв один матч за команду первой лиги СКА (Екатеринбург). Со следующего сезона играл в высшей лиге за вторую команду ярославского «Торпедо». В сезоне 1999/2000 дебютировал в Суперлиге. Выступал за команды Суперлиги и КХЛ «Молот-Прикамье» Пермь (2000/01 — 2001/02), «Металлург» Новокузнецк (2002/03 — 2004/05, 2007/08 — 2009/10), СКА (СПб) (2005/06 — 2006/07), «Автомобилист» Екатеринбург (2010/11). Играл за команды белорусской Экстралиги «Металлург» Жлобин (2011/12 — 2012/13), «Шахтёр» Солигорск (2013/13, 2015/16). Игрок команд ВХЛ «ВМФ-Карелия» (2013/14), «СКА-Карелия» и «Липецк» (2014/15). Завершил карьеру в сезоне 2016/17 в клубе чемпионата Казахстана «Алматы».
Молодёжный тренер в системе СКА.
Серебряный призёр молодёжного чемпионата мира 2000.
Чемпион Белоруссии (2011/12). Серебряный призёр Континентального Кубка. Бронзовый призёр Кубка Казахстана.
Старший брат Александр - хоккеист и тренер.